# Stig "Stickan" Carlsson
Stig "Stickan" Carlsson, född 17 januari 1924, död 14 december 1978, var en svensk ishockeyspelare och ishockeytränare.
Stig "Stickan" Carlsson debuterade i Södertälje SK:s A-lag 1943, innan han spelade en säsong vardera i Vesta och Traneberg. År 1946 var han åter i Södertälje SK som han spelade med till 1959, totalt blev det 15 säsonger med SSK. Han bildade en legendarisk kedja med Göte "Vicke Hallon" Blomqvist och Erik "Epa" Johansson. Han vann SM i ishockey med Södertälje 1953 och 1956.
Stig "Stickan" Carlsson spelade 135 matcher i Sveriges herrlandslag i ishockey och lyckades göra 85 mål. Han blev Stor grabb i ishockey med nummer 33. Bland meriterna märks VM-guld 1953 och deltagande i två Olympiska vinterspel 1948 och 1956.
Han lämnade Södertälje SK 1959 och blev spelande tränare 1960 för IFK Munkfors. Under 60-talet tränade han Färjestad och KB Karlskoga. 1971 återvände Stig "Stickan" Carlsson till Södertälje SK som A-lagstränare för en säsong.
Stig Carlsson är begravd i Kungsbrolunden på Turinge kyrkogård.

## Meriter
- SM-guld 1953, 1956
- VM-guld 1953
- VM-silver 1951
- VM-brons 1954
- VM-fyra 1949
- VM-femma 1950, 1955
- OS-fyra 1948, 1956